# یاکوبشورن
یاکوبشورن (به لاتین: Jakobshorn) یک کوه در سوئیس است که در کانتون گراوبوندن واقع شده‌است. یاکوبشورن ۲٬۵۹۰ متر بالاتر از سطح دریا واقع شده‌است.